# Anolis haetianus
Anolis haetianus är en ödleart som beskrevs av  Garman 1887. Anolis haetianus ingår i släktet anolisar, och familjen Polychrotidae. IUCN kategoriserar arten globalt som starkt hotad. Inga underarter finns listade i Catalogue of Life.